# Übereinkommen über die Rechtsstellung der Staatenlosen

Blau: Vertragspartner 2023
rot: ausgetreten

Das Übereinkommen über die Rechtsstellung der Staatenlosen definiert jemanden als staatenlos, wer keine Staatsbürgerschaft hat, da ihn kein Staat als seinen Staatsangehörigen anerkennt.
Dieses Übereinkommen wurde von der UNO geschaffen, da das Abkommen vom 28. Juli 1951 über die Rechtsstellung der Flüchtlinge nicht alle Staatenlose erfasst und diese deswegen ihre Rechte nicht wahrnehmen können.

## Gegenstand des Übereinkommens
Das Übereinkommen von 1954 erkennt die internationale Rechtsstellung „Staatenloser“ an und enthält die völkerrechtliche Definition des Begriffs „Staatenloser“ als „eine Person, die kein Staat auf Grund seines Rechtes als Staatsangehörigen ansieht“. Diese Definition ist mittlerweile durch Völkergewohnheitsrecht anerkannt. Das Übereinkommen basiert auf dem Kernprinzip, dass Staatenlose nicht schlechter gestellt werden dürfen als Ausländer, die eine Staatsangehörigkeit besitzen. Außerdem erkennt das Übereinkommen an, dass Staatenlose schutzbedürftiger sein können als sonstige Ausländer.